# Бергманн, Таиса Сторчи
Таиса Сторчи Бергманн (род. 19 декабря 1955, Кашиас-ду-Сул, Риу-Гранди-ду-Сул) — бразильский астрофизик, сотрудница Федерального университета Риу-Гранди-ду-Сул в Порту-Алегри, Бразилия. В 2015 году она получила премию L’Oréal-UNESCO For Women in Science за работу над сверхмассивными чёрными дырами.

## Карьера
В 2004 году она совместно с Луис К. Хо и Х. Р. Шмитт стала редактором книги The Interplay among Black Holes, Stars and ISM in Galactic Nuclei, собрания материалов 222-го симпозиума Международного астрономического союза.
В 2009 году она присоединилась к Бразильской академии наук.
В 2010 году она совместно с докторами Брэдли М. Петерсон и Рэйчел С. Сомервилль редактировала сборник материалов 267-го симпозиума Международного астрономического союза Co-evolution of Central Black Holes and Galaxies.
В 2011 году она присоединилась ко Всемирной академии наук.
В 2015 году она получила L’Oréal-UNESCO Awards for Women in Science как представительница от Латинской Америки. Её наградили за «выдающуюся работу над сверхмассивными чёрными дырами в центрах галактик и связанных с ними областях плотного газа, пыли и окружающих их молодых звезд, а также их роль в эволюции галактик».
В 2018 году она получила от правительства Бразилии Национальную медаль за научные заслуги.
В 2018 году она была назначена президентом Комиссии X1 Международного астрономического союза по сверхмассивным чёрным дырам, обратной связи и эволюции галактик.